# أوسكار فيليكس أوتشوا
أوسكار فيليكس أوتشوا (بالإسبانية: Óscar Félix Ochoa)‏ هو سياسي مكسيكي، ولد في 19 مايو 1955. نشط حزبياً في الحزب الثوري المؤسساتي. وقد انتخب عضو مجلس النواب المكسيك.